# Mirjana Šola
Mirjana Šola (* 28. Dezember 1972) ist eine ehemalige kroatische Fußballspielerin.
Sie debütierte am 19. November 1995 gegen England in einem EM-Qualifikationsspiel. Dieses Spiel endete mit 0:5. Weitere Berufungen folgten aufgrund der schwachen Mannschaftsleistungen nicht mehr. Über Stationen auf Vereinsebene ist bisher nichts bekannt.